# Sangtraït
Sangtraït fue un grupo español de hard rock y heavy metal, con reminiscencias fantásticas y medievales, de La Junquera (Cataluña), muy diferente de los otros grupos de su generación, formado en el año 1982. Lograron una gran popularidad a finales de los ochenta y durante los años noventa, gracias a canciones como El vol de l'home ocell, Somnis entre boires y Els senyors de les pedres. El grupo se disolvió el 20 de diciembre de 2001 en un concierto de despedida en la sala Razzmatazz de Barcelona.

## Historia

### 1988-1992
El año 1988 es el año del debut discográfico de Sangtraït. Ese año dejó el grupo el cantante Marc González y ocupó su lugar el bajista Quim Mandado. Por otra parte, Lupe y Martín fueron a la discográfica Picap para mostrar una maqueta con tres temas: Els senyors de les pedres, El vol de l'home ocell y Buscant una dona. La insistencia de Lupe hizo que Joan Carles Doval, director de Picap, escuchara la cinta. Después de escucharla decidió editar el primer disco, aunque ellos tenían que pagar la grabación y grabaron el disco Els senyors de les pedres en los estudios "Aurha d'Esplugues". Este disco hizo que al grupo le salieran muchos conciertos, más de treinta, y vendieron cerca de 10 000 copias. Con estas estadísticas Picap decide editar un nuevo disco.
Ese mismo año, a pesar de ser un poco desconocidos todavía, colaboran en el disco Tocats del Nadal, en el que graban la canción Neu, cantada por Lupe Villar.
A principios del año 1990 graban su segundo disco titulado Terra de vents, también en Aurha. Canciones como Sang en el fang, Inqui-missió o Terra de vents los propulsaron por toda Cataluña. Este disco también les permite actuar en las comarcas barcelonesas y concretamente el 17 de mayo de 1990 hacen el primer concierto en Barcelona, en la sala Studio 54.
Al comenzar el año 1991, Sangtraït vuelven a los estudios Aurha para grabar su tercer y exitoso disco L'últim segell, lo que les lleva al año de más actividad y ventas, con 90.000 copias vendidas y más de 120 conciertos por toda la geografía catalana. Uno de estos conciertos es el macroconcierto en el Palau Sant Jordi de Barcelona, el 14 de junio de 1991. Junto con Sopa de Cabra, Sau y Els Pets reúnen a 22.104 personas, récord en Europa en recinto cerrado. De este concierto se editó un disco titulado Sangtraït al Palau Sant Jordi y un vídeo con el mismo nombre.

### 1993-2000
El concierto en el Palau Sant Jordi marcó un punto y seguido en la historia de Sangtraït. Después de estos éxitos se toman un año más tranquilo y no vuelven a editar un nuevo disco hasta 1993, de nuevo en los estudios Aurha. Su quinto disco titulado Contes i llegendes cuenta con la colaboración de Jordi Armengol y Lluís Llach, que pone su voz a la canción Freddie Memorium en homenaje a Freddie Mercury. 
Ese año también hacen un concierto para el programa de televisión Sputnik, en el cual tocan con Barricada los temas No et vull fer mal y Tentando a la suerte y con Marc González, primer cantante de Sangtraït, que pone la voz en El vol de l'home ocell.
1994 es un año malo, tanto para Sangtraït como para el resto de grupos de rock en catalán y todo el movimiento entra en crisis. No graban ningún disco, pero participan en la celebración de los veinte años de la Companyia Elèctrica Dharma, tocando la canción Ciutats!. Este año también actúan en Madrid.
En 1995 graban el disco Eclipsi, también en los estudios Aurha. Es un disco bastante más triste que los anteriores, y refleja la crisis que vive el movimiento del rock en catalán. Destaca por la intención de abandonar los temas medievales de las canciones y también por incluir una pista de CD-Rom, donde hay información del grupo y las canciones. Otra de las cosas que hacen este año es el Concierto a la carta; piden a sus seguidores que envíen las canciones que más les gusten para seleccionar las más votadas y ponerlas en la gira del 1996. De esta gira se puede destacar un concierto que hicieron en Alemania. 
A finales de 1996 van al estudio más próximo, Ariadna Recordings, para grabar el séptimo disco Noctámbulus, que tiene una portada polémica, en la que salen un ángel y un diablo dándose un beso. En este disco destaca de nuevo la dureza en el sonido, que se había suavizado algo en los dos anteriores discos. Otra de las novedades es la publicación de la página web del grupo, hecha por el guitarra Josep Maria Corominas. En 1997 graban una versión del Burning Love de Elvis Presley para el recopilatorio Tributo al Rey, siendo el único grupo que pone una versión en lengua catalana en el disco. 
Tras este disco, Sangtraït desaparece de la escena musical hasta la primavera de 1999, cuando participan en el emotivo homenaje a Carles Sabater, en el Palau Sant Jordi de Barcelona, donde tocan una versión de la canción Es inútil continuar. También durante estos meses entran en los estudios Music Lan para grabar el disco L'altre cantó del mirall, del cual se pone a la venta el sencillo El bosc de formigó durante el verano. En este disco dejan de lado las letras medievales por problemas más actuales. El 18 de septiembre de 1999 hacen la presentación del disco en Reus y dos días después sale a la venta su octavo álbum.

### 2001 (la despedida)
Finalizando ya la gira de L'altre cantó del mirall y con una bajada de conciertos, deciden poner punto final a la carrera de Sangtraït. La falta de motivación y cansancio son los motivos de este final.
El día 20 de diciembre de 2001 fue el adiós de Sangtraït, en un concierto en la sala Razzmatazz de Barcelona. El concierto, con entradas agotadas, tuvo como invitados a Pep Sala, Jordi Armengol, Dragonslayer, Carles Izaga, Xavi Puig y Joan Cardoner entre otros. Durante este concierto se graba el disco L'últim concert. 
La historia de Sangtraït finaliza oficialmente el 5 de septiembre de 2002 en la sala Mephisto de Barcelona, donde los miembros del grupo hacen un último encuentro con sus seguidores y la prensa, que sirve de presentación tanto para el disco doble del último concierto grabado en la sala Razzmatazz, como del DVD de este mismo concierto. 
En 2003 la discográfica Picap decide editar un disco de rarezas del grupo denominado Entre amics, donde hay colaboraciones con otros grupos y versiones. 
En el año 2005 sale a la venta Crits de silenci un recopilatorio de todas sus baladas.
En 2013, el periodista Ivan Allué (www.metalcry.com) publica la biografía completa del grupo: "Sangtraït, Vint Anys Emprenyant Els Veïns" (Quarentena Ediciones), consiguiendo buenísimas críticas por parte de los fanes, la prensa y los medios especializados. Se trata de un libro de 170 páginas donde encontraremos reflexiones sobre cada uno de los trabajos que Sangtraït publicaron (poniéndolos en contexto respecto a lo que sucedía en España y en el resto del mundo, en cuanto a rock duro se refiere), alusiones a los conciertos más significativos de su trayectoria, opiniones de exmiembros y amigos del grupo y, evidentemente, los puntos de vista totalmente actualizados de los cinco componentes de Sangtraït. Veremos también cómo ha evolucionado la vida de unos entrañables músicos altempordaneses una vez que decidieron poner fin a Sangtraït, descubriremos su cara más amable, y nos explicarán a qué se han dedicado todos estos años.

## Miembros

### 1982-1984
- Marc Gonzàlez: Voz.
- Quim Mandado: Bajo.
- Josep Mª Corominas: Guitarra.
- Lupe Villar: Guitarra.
- Papa Juls: Armónica.
- Martin Rodríguez: Batería.

### 1985-1988
- Marc Gonzàlez: Voz.
- Quim Mandado: Bajo.
- Josep Mª Corominas: Guitarra.
- Lupe Villar: Guitarra.
- Papa Juls: Armónica.
- Martín Rodríguez: Batería.

### 1988-2001
- Quim Mandado: Voz, bajo y teclados.
- Josep Mª Corominas: Guitarra.
- Lupe Villar: Guitarra.
- Papa Juls: Armónica y saxo.
- Martín Rodríguez: Batería.

## Discografía

### Álbumes
- Els senyors de les pedres (1988)
- Terra de vents (1990)
- L'últim segell (1991)
- Al Palau Sant Jordi (1992)
- Contes i llegendes (1993)
- Eclipsi (1995)
- Noctàmbulus (1996)
- L'altre cantó del mirall (1999)
- L'últim concert (2002)
- Vídeos, concerts i rock and roll (DVD, 2002)
- Entre amics (2003)
- Crits de silenci (2005)

### Otras grabaciones
- Neu: Balada cantada por Lupe Villar en el recopilatorio Tocats del Nadal. (Picap 1988).
- Ciutats!: Participación en el disco en directo de la Companyia Elèctrica Dharma 20 anys, grabado en directo al Palau Sant Jordi. (Picap 1994).
- Foc d'amor: Versión del tema Burning Love de Elvis Presley para el recopilatorio Tributo al Rey. (Picap 1997).
- És inútil continuar: Versión de Sau en el homenaje de Carles Sabater el 27 de abril de 1999, para el disco Concert Homenatge a Carles Sabater. (Picap 2000).